# Guatteria acutissima
Guatteria acutissima este o specie de plante angiosperme din genul Guatteria, familia Annonaceae, descrisă de Robert Elias Fries. Conform Catalogue of Life specia Guatteria acutissima nu are subspecii cunoscute.